# Tea Lake
Tea Lake är en sjö i Algoma District i provinsen Ontario i den sydöstra delen av Kanada. Tea Lake ligger 355 meter över havet. Sjön har sitt utlopp i söder och vattnet rinner vidare till Moon Creek. Tea Lake tillhör Blind Rivers avrinningsområde. 